# Ligne Ita
La ligne Ita (伊田線, Ita-sen) est une ligne ferroviaire exploitée par la compagnie privée Heisei Chikuho Railway (Heichiku) dans la préfecture de Fukuoka au Japon. Elle relie la gare de Nōgata à Nōgata à la gare de Tagawa-Ita à Tagawa.

## Histoire
La ligne est ouverte le 11 février 1893 et nationalisée en 1907. Elle est transférée par la JR Kyushu à Heisei Chikuho Railway le 1er octobre 1989.

## Caractéristiques

### Ligne
- Longueur : 16,1 km
- Ecartement : 1 067 mm
- Nombre de voies : Double voie

### Interconnexion
A Kanada, certains trains continuent sur la ligne Itoda. A Tagawa-Ita, certains trains continuent sur la ligne Tagawa.

### Liste des gares
La ligne comporte 15 gares.
| Numéro | Gare                        | Nom japonais | Distance (km) | Correspondances                                            | Localisation |
| ------ | --------------------------- | ------------ | ------------- | ---------------------------------------------------------- | ------------ |
| HC1    | Nōgata                      | 直方         | 0             | JR Kyushu : Chikuhō                                        | Nōgata       |
| HC2    | Minami-Nōgata-Gotenguchi    | 南直方御殿口 | 1,1           |                                                            | Nōgata       |
| HC3    | Akaji                       | あかぢ       | 2,4           |                                                            | Kotake       |
| HC4    | Fujitana                    | 藤棚         | 3,6           |                                                            | Nōgata       |
| HC5    | Nakaizumi                   | 中泉         | 4,3           |                                                            | Nōgata       |
| HC6    | Ichiba                      | 市場         | 6,5           |                                                            | Fukuchi      |
| HC7    | Fureai-Shōriki              | ふれあい生力 | 7,6           |                                                            | Fukuchi      |
| HC8    | Akaike                      | 赤池         | 8,5           |                                                            | Fukuchi      |
| HC9    | Hitomi                      | 人見         | 9,1           |                                                            | Fukuchi      |
| HC10   | Kanada                      | 金田         | 9,8           | Heichiku : Itoda (interconnexion)                          | Fukuchi      |
| HC11   | Kami-Kanada                 | 上金田       | 11,6          |                                                            | Fukuchi      |
| HC12   | Hoshii                      | 糒           | 12,8          |                                                            | Tagawa       |
| HC13   | Hôpital municipal de Tagawa | 田川市立病院 | 13,4          |                                                            | Tagawa       |
| HC14   | Shimoita                    | 下伊田       | 14,5          |                                                            | Tagawa       |
| HC15   | Tagawa-Ita                  | 田川伊田     | 16,1          | Heichiku : Tagawa (interconnexion) JR Kyushu : Hitahikosan | Tagawa       |